# Otto Steinkopf (Instrumentenbauer)

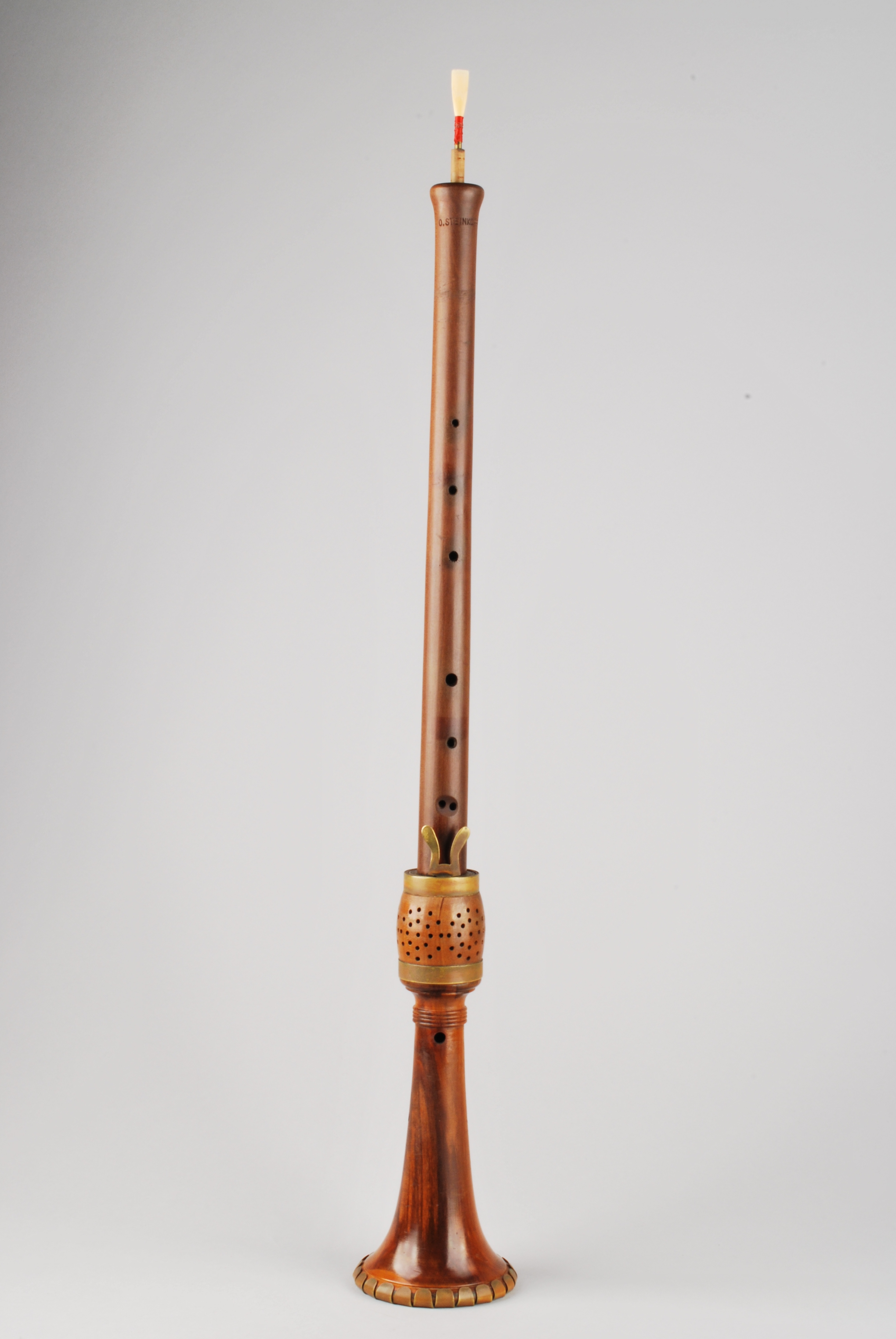
Altpommer, Otto Steinkopf, 20. Jahrhundert, MDMB 1304, Museu de la Música de Barcelona

Otto Steinkopf (* 28. Juni 1904 in Stolberg; † 17. Februar 1980 in Celle) war ein deutscher Musiker und Erbauer historischer Holzblasinstrumente. Er wird gewürdigt als „Nestor der Wiederbelebung historischer Holzblasinstrumente“.

## Leben
Otto Steinkopf lernte schon als Junge das Spiel verschiedener Blasinstrumente. Nach dem Abitur in Magdeburg 1922 studierte er zuerst einige Semester an der Bergakademie in Clausthal, dann Musik in Berlin und später Musikwissenschaft bei Curt Sachs. Er besuchte das Stern’sche Konservatorium. Nach einem Intermezzo als Tanzmusiker, in dem er sich Fertigkeiten auf dem Saxophon erwarb, wurde er 1932 Fagottist in Guben und Kiel. Von 1937 bis 1940 war er Solofagottist des Leipziger Gewandhausorchesters, nach kurzem Militärdienst ab 1943 spielte er im Kammerorchester Berlin von Hans von Benda. Von 1945 bis 1947 war er Mitglied der Berliner Philharmoniker, von 1947 bis 1950 wirkte er als städtischer Musikdirektor in Wernigerode. 1952 bis 1962 spielte er als Fagottist im Berliner Radio-Symphonie-Orchester und war Dozent für Saxophon an der Berliner Musikhochschule.
Von 1950 bis 1953 restaurierte Steinkopf Instrumente des Musikinstrumente-Museums in Berlin und begann, alte Musikinstrumente zu kopieren. 1953 trat er beim Heinrich-Schütz-Festival in Herford unter anderem mit einem von ihm gebauten Krummhornquartett auf. 1954 wurde er Mitglied der Cappella Coloniensis, dem weltweit ersten Orchester mit historischen Instrumenten, und baute im Auftrag des WDR historische Musikinstrumente für dieses Ensemble.
Viele der von ihm gebauten Instrumente spielte er in Konzerten und auf Schallplattenaufnahmen. Ab 1955 konzentrierte er sich auf den Bau historischer Holzblasinstrumente, von 1964 an leitete er bis 1970 das Studio für Renaissance-Instrumente der Firma Moeck in Celle. Sein vormaliger Instrumentenmacher, Günter Körber, führte die Werkstatt in Berlin, später in Brensbach fort.

## Leistungen
Otto Steinkopf baute als erster im 20. Jahrhundert eine Anzahl von Renaissance- und Barockinstrumenten wieder. Er kopierte Krummhörner, Kortholte, Rankette, Dulziane, Schalmeien und Pommern, und Zinken, darüber hinaus auch Barockfagotte und Barockoboen. Gemeinsam mit Helmut Finke rekonstruierte er 1959 die gewundene Barock-Clarintrompete.
Er kopierte die musealen Instrumente meist nicht akribisch, sondern legte Wert auf Brauchbarkeit für „moderne“ Musiker, indem er die Instrumente in c-f-Stimmung auf a'= 440 Hz stimmte und, wenn er es für notwendig hielt, Klappen und Doppellöcher hinzufügte oder wegließ.
Nach Arnold Dolmetsch (1858–1940), der Anfang des 20. Jahrhunderts das Interesse an Blockflöten, Gamben und Cembaloinstrumenten wiederbelebte, stieß Steinkopf ab 1950 eine zweite Phase der Wiederbelebung historischer Musikinstrumente an.

## Schriften
- Mit Volker Kernbach: Anleitung für das Musizieren auf Pommern, Dulcianen und Ranketten. Moeck, Celle 1978.
- Zur Akustik der Blasinstrumente. Moeck, Celle 1983, ISBN 3-87549-020-7.
- Karl Ventzke (Hrsg.): Theobald Boehm (1794–1881): Schema zur Bestimmung der Löcherstellung auf Blasinstrumenten. Mit einem Nachwort von Otto Steinkopf (= Edition Moeck. 4020). Moeck, Celle 1980, ISBN 3-87549-011-8.